# 烏羅扎伊內 (別里斯拉夫區)
烏羅扎伊内（烏克蘭語：Урожайне），是烏克蘭南部赫爾松州別里斯拉夫區别里斯拉夫市镇内的村落。面積0.92平方公里，海拔高度63米，2001年人口610，人口密度每平方公里660.9人。